# 泰山企業經營權之爭
2016年至2023年間，掌握泰山企業董事會的詹姓家族（下稱詹家）在董事會選任方面陷入爭鬥。情況始於2016年，詹家內部數人聯手逼2007年上任的詹岳霖辭任董事長一職，後由詹逸宏接任董事長。詹家隨後於2017年再度內訌，詹晉嘉因此被迫辭任副董事長。由於詹家經營權不穩定、再加上泰山企業持有約兩成的全家便利商店股份，使外部企業開始覬覦泰山企業。早期由保力達取得股份優勢，泰山企業以引入龍邦集團資金作為回應。但隨後龍邦集團增加持有股份，使經營權開始偏向龍邦集團。作為回應，泰山企業賣出全家便利商店，使詹家與龍邦的矛盾衝突全面爆發。2023年，龍邦集團在泰山董事的選舉中取得優勢、詹家只剩下詹晉嘉的代表。詹家掌握泰山企業經營權的地位就此終結。
由於經營權之爭過程曲折，媒體常將泰山的經營權之爭形容為《財閥家的小兒子》或「引清兵入關」。

## 背景
泰山企業成立於1950年的臺灣彰化縣，創辦人為詹玉柱、詹金水、詹金南、詹木川等四兄弟。1960年，詹玉柱長子詹仁道接任泰山企業總經理，1989年，泰山企業股票上市，並於1990年代至中國大陸設廠。此時詹仁道也接替退休的詹玉柱，擔任泰山董事長。2007年，詹仁道卸任泰山企業董事長後，由其旅美多年的長子詹岳霖接任董事長。詹岳霖上任後以強硬直言、大刀闊斧的風格著稱，與先前管理泰山的詹玉柱和詹仁道成為對比：詹玉柱行事溫和、主張「退一步哲學」，詹仁道也承繼了其父風格；但詹岳霖在上任初期，就決定把親戚詹景超掌管的福客多與全家合併，並關掉詹晉嘉掌管，虧損多年的御奉。2010年，詹仁道對詹岳霖的評價「90多分」，交棒方面也認為「沒煩腦」。2016年前，泰山企業的股價長期在新台幣（下同）13元以下，市值則約65億元；但其佔有約20%的全家超商股票、價值約一百億元。2022年，泰山的市場派在《太報》指出，泰山的全家持股，每年為泰山帶來兩億至五億元收益，佔泰山總獲利的五成。

## 爭鬥初期
在詹岳霖任內，泰山管理階層內部矛盾越來越大。2016年，詹晉嘉、詹雅琳、詹景超同時辭去泰山董事會的職務。當時中國大陸事業虧損多年三人指責詹岳霖對其視若無睹，持續要求繼續投資當地；同時批評詹岳霖「一言堂」的管理模式專斷、並違反董事會章程領取2000萬報酬。詹岳霖與泰山方面則否認指控。3月9日，時任泰山監察人詹佩珊宣布將於4月25日召開股東臨時會全面改選董事。詹岳霖與泰山泰山工會則呼籲股東不要參加4月25日的股東臨時會。4月25日，泰山股東臨時會如期召開，全面改選董事。詹岳霖不久之後自行請辭泰山董事長。並由其堂兄弟詹逸宏擔任董事長、詹晉嘉擔任副董事長、詹景超任總經理。
2017年5月10日，泰山董事長詹逸宏與總經理詹景超公開指責副董事長詹晉嘉浮報公帳140多萬，連19萬元的養狗費用也要報帳。詹晉嘉則強調養狗費為自付，請領的公帳全部可受檢視。該案也因此被形容為「企業版的馬小九案」。為此，詹逸宏打算提出詹晉嘉解任案。同日，詹晉嘉宣布辭去泰山副董事長。

## 外部公司買入
此時以機能飲料起家的保力達已經開始入股泰山企業。2017年6月14日，泰山企業公布十大股東名單。第一大股東詹氏家族合計持有18.86%股權，第二大股東保力達則透過子公司持有12.17%股權。2018年，保力達再透過子公司於檯面上持有23.57%泰山股權。若加算檯面下持股，則持股超過三成。以詹家為主的公司派，為應對經營權危機，除發起以每股16.3元發行1.46億股的現金增資外，還決定引入外部資金稀釋保力達持股。此時由朱國榮掌握的龍邦建設開始買入泰山的股份；保力達也開始賣出泰山持股，使龍邦在泰山的持股比例也不斷增加。詹家此時也對龍邦產生戒心，認為其有意爭奪泰山經營權。
2019年5月15日，泰山企業公布十大股東名單。此時龍邦持有16.53%股權，成為第一大股東。中纖集團的王貴增與元大銀董事長邱憲道，股權則分別為7.83%與6.91%。保力達檯面上持股只剩一成上下。龍邦也取得董事席次。2020年，龍邦集團已持有泰山三成股份。2021年12月16日，泰山舉行董監改選。會後選出泰山詹家的詹逸宏、詹景超、詹皓鈞、尹章中四席董事，以及陳敏薰與李明輝兩席獨立董事；龍邦方面則選出劉偉龍、韓泰生董事，以及杜英達一席獨立董事。這是泰山企業自創立以來，首次有非詹家的股東入主董事會。同時龍邦與泰山暫時於經營權方面妥協，支持由詹景超上任董事長。

## 龍邦入主泰山
2022年12月，龍邦已持有46.92%的泰山股份，被視為泰山企業的市場派。12月2日，泰山宣佈處分全家的股份約19%，並於12月5日賣出。最終由萬寶開發股份有限公司取得該股票。專司公司併購的黃帥升律師後來指出泰山企業的股票出售為皇冠上珠寶策略，目的是為了打消龍邦集團取得經營權的念頭。這次賣股導致龍邦不滿，並對泰山提起訴訟。公司派與市場派也進入全面衝突階段。泰山則回應處分是基於「商業判斷」12月19日，詹岳霖家族將股票賣給龍邦集團，以「期許泰山重生」。詹皓鈞則發表公開信，指責詹岳霖先是經營不佳、後又聯手龍邦的行徑，認為其不問股東苦境的行為如同晉惠帝。另外，龍邦集團也獲得詹仁道與詹晉嘉的股份與口頭支持。
2023年1月17日，陳敏薰與杜英達在審計委員會中決議召開臨時股東會。詹皓鈞則對陳敏薰倒戈表達不解，並考慮提起解任訴訟陳敏薰。2月20日，原本支持泰山賣股的陳敏薰召開記者會，聲稱自己後續在交易過程中發現多項缺失，除了表達自責外，並確定將於3月16日召開股東臨時會，全面改選董事。公司派後來向智慧財產及商業法院聲請定暫時狀態假處份。3月10日，法院裁判禁止在3月16日召集股東臨時會。5月5日，泰山宣佈以36億元取得街口金融科技股份有限公司的40.4%股權。臺灣證券交易所後來以違反申報重大訊息、內部控制等規定為由，對泰山裁罰違約金約750萬。5月31日，龍邦集團與泰山市場派召開股東臨時會，選出了代表市場派的劉偉龍、韓泰生、劉煌基、楊文慶董事，還有蕭勝賢獨立董事；公司派則選出陳諾樺與王添盛。陳威宇獨立董事則為詹晉嘉派。時任泰山董事長詹景超及董事詹皓鈞則雙雙落選。泰山經營權因此變天，詹家主掌泰山經營權的情況也就此終結。隨後詹景超代表的景勛公司，向智慧財產及商業法院聲請當天選舉無效、要求由原董事行使職務。8月15日，法院駁回景勛公司的聲請。

## 入主後
2023年8月24日，泰山企業決議訴請街口金融科技股份有限公司返還36億元投資款。2024年3月12日，泰山公告將於5月28日的股東會全面改選董事，隨後蕭勝賢辭任獨立董事。5月28日，泰山集團選出董事，所有董事皆為龍邦子公司保勝投資的代表人。代表詹景超的公司派董事被全面清除。
2025年5月14日，泰山集團於訴請街口電子支付返還投資款案一審勝訴。法院隨後申請假執行並據此查封街口支付，引發隨後的停用潮。

## 註解
1. ↑  依據2022年泰山董事詹皓鈞發出的信件，泰山漳州及廈門仙草南路等中國事業，在2015年前三季虧損超過台幣兩億元，十年投資的九億資本額幾乎全部賠光。[11]
2. ↑  詹佩珊為詹岳霖的堂妹。
3. ↑  保力達分別透過擎達投資、海洋投資、和理公司、基礎美生物科技、新島嶼公司、巨人廣告，持有泰山股權。
4. ↑  透過龍邦國際和保勝投資。
5. ↑  詹岳霖公司提名
6. ↑  股權約0.58％
7. ↑  假處份是指債權人申請法院命令，要求債務人做出或不做出一定行為，以利於日後判決執行或財產保全。其中「定暫時狀態假處份」是指禁止法律關係變動的假處份。[32]
8. ↑  其中選出一席詹晉嘉為保勝投資代表。

## 延伸閱讀
- 吳宏一; 丁意如. . 月旦會計實務研究. 2023-07, (67): 037–049  [2025-07-15]. doi:10.53106/252260962023070067004. （原始内容存档于2025-05-03）.
- 江朝聖. . 月旦會計實務研究. 2023-09, (69): 026–035  [2025-07-15]. doi:10.53106/252260962023090069002. （原始内容存档于2025-05-03）.
- 許秀惠. . 天下雜誌. 2022-12-28  [2025-07-18].
- . 若水數位評價.   [2025-07-15]. （原始内容存档于2025-03-25）.
- .   [2025-07-15]. （原始内容存档于2025-07-09）.
- 博群商務法律事務所. . vocus.cc. vocus.cc. 2023-12-22  [2025-07-16].

## 外部連結
- 中央通訊社的泰山經營權 （页面存档备份，存于）
- 太報的泰山爭奪戰：失控的公司治理